# Trieben
Trieben é uma cidade da Áustria, situada no distrito de Liezen, na estado da Estíria. Tem 45,33 km² de área e sua população em 2019 foi estimada em 3.387 habitantes.